# Lung Jün
Lung Jün (egyszerűsített kínai: 龙云, hagyományos kínai: 龍雲, pinjin: Lóng Yún, 1884. november 27. – 1962. június 27.) 1927 és 1945 között Jünnan tartomány hadura és kormányzója volt. Mivel hatalma túl nagy volt az általa uralt tartományban, így Csang Kaj-sek 1945 októberében megbuktatta és házi őrizetbe helyeztette. Három évvel később Hongkongba menekült, majd visszatért a kommunista Kínába. Itt fontos pozíciókat kapott a Kínai Népköztársaság vezetésében, ám jobboldali elhajlónak bélyegezték, és megfosztották hatalmától. Csupán a '80-as években rehabilitálták teljesen.

## Élete

### Felemelkedése

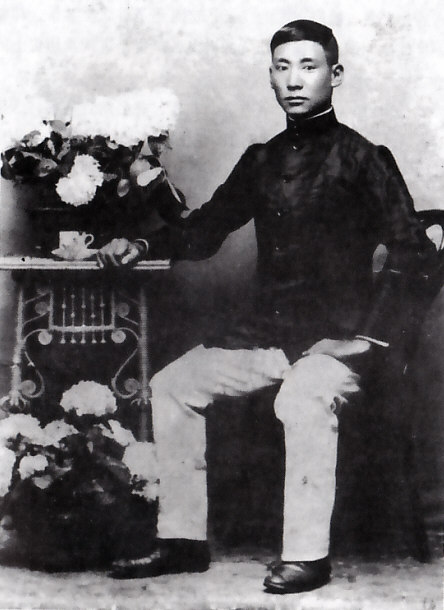
Jün fiatalkorában

1911-ben, a vuhani forradalom után csatlakozott az egyik helyi hadúr seregeihez, és Szecsuanba vezényelték. A következő évben katonai iskolába került, amit 1914-ben végzett el. Egy bizonyos Tang Csi-jao tábornok alá osztották be, és fokozatosan lépett elő a ranglétrán, amíg végül az őrségének parancsnoka lett. 1925-ben, Szun Jat-szen halála után Tang magát nevezte ki a Kuomintang új vezetőjének, és harcba kezdett azokkal, akik nem ismerték el új pozíciójában. Hogy ezt az állapotot megszüntessék, 1927 februárjában Lung és Hu Zso-jü puccsot hajtottak végre addigi vezetőjük ellen, és Lung Jünnan hadurává vált.
Ezután nem sokkal a Nemzeti Forradalmi Hadsereg 38. Hadseregének parancsnoka lett, és hivatalosan is Jünnan kormányzójává vált. Az ezután következő 18 éves regnálása alatt az emberek csak Jünnan Királyaként emlegették, és igen népszerű volt a helyiek között. Emiatt Csang Kaj-sek igen gyanakvóvá vált vele szemben, attól félve, hogy a tartomány kikerül az ellenőrzése alól.

### Második világháború
1937-ben, a második kínai–japán háború kitörése után az általa uralt terület nagy fejlődésnek indult, hiszen a nacionalista kormányzat sok gyárat, egyetemet és kormányhivatalt menekített ide a partvonalról, a gyors japán előretörés miatt. Ezzel együtt nagyszámú friss munkaerő, tőke és tudás is áramlott ide, és Nanking eleste után a főváros, Csungking is a közelbe került. Az ipar gyors fejlődésnek indult, és elkezdték a terület ásványkincseit kitermelni.
A terület stratégiai fontosságát emelte, hogy itt kezdődött a burmai út, amely Kína egyetlen kapcsolata volt a szövetségesekkel, a fő kikötők elvesztése után. Jünnan központja, Kunming a környék legnagyobb repülőbázisának adott otthont, amelyet az amerikai önkéntes pilóták, a Repülő Tigrisek használtak. 1944-ben csapatai sikeresen megállították a megszállt Burma felől támadó japán hadsereget.

### Bukása
A japán csapatok feltétel nélküli megadása után Csang Kaj-sek elérkezettnek látta az időt, hogy a nemzeti egység nevében megszabaduljon Lungtól. Csapatai jelentős része, mintegy 100 000 katona éppen Indokínában teljesített szolgálatot, és így Lung igen sebezhetővé vált. Csang kiadta a parancsot számára, hogy induljon Csungkingba, egy presztízsmentő feladatot végrehajtani. Amikor ő ezt megtagadta, a nemzeti hadsereg megtámadta központját, Kunmingot. Négynapos harc következett, amely sok halottal járt mindkét oldalon. A negyedik napon Szung Ce-ven miniszterelnök Kunmingba utazott, és a nacionalista erők parancsnokával, valamint Lunggal tárgyalt. Lung beleegyezett abba, hogy megadja magát, és Csungkingba utazik. Lu Han tábornok, Lung szárnysegédje vette át a térség ügyeinek intézését. Nemsokára az összes házra és boltra a a Kínai Köztársaság zászlaja volt kifüggesztve.
Csang elbocsátotta őt a korábbi pozícióiból, és tényleges hatalom nélküli pozíciót kapott a Stratégiai Tanácsadók Bizottságában, mint helyettes igazgató, valamint házi őrizet alá került. 1948 végén Hongkongba menekült, és tagja lett a Kuomintang Forradalmi Bizottságnak, amely a párt megreformálását, és Csang Kaj-sek eltávolítását tűzte ki célul.
1949 augusztusában több társával együtt fellázadt Csang ellen. 1950 januárjában, nem sokkal a kínai polgárháború vége- és a Kínai Köztársaság kiáltása után visszatért Kínába, ahol a Nemzetvédelmi Bizottság alelnöke és a Délnyugat-Kínai Közigazgatási Tanács alelnöke lett. 1957-ben jobboldali elhajlónak bélyegezték, mivel kritizálta a Kína által nyújtott külföldi "testvéri" segélyeket. Mint mondta, a Szovjetunióban sokkalta jobbak az életkörülmények, így nekik kéne viselni a testvéri országok támogatásának terhét. Lung nem volt hajlandó megváltoztatni a véleményét, és sérelmezte az őrt érő támadásokat azért, amiért kimondta az igazságot. 1962. június 27-én halt meg, 78 éves korában. Halála másnapján a kormányzat kijelentette, hogy Lung nem volt jobboldali, így részben rehabilitálták. A teljes rehabilitáció azonban 1980. júliusáig váratott magára, amikor a kormányzat hivatalosan is elismerte, hogy tévedés történt.

### Fordítás
Ez a szócikk részben vagy egészben  a   Long Yun című angol Wikipédia-szócikk ezen változatának fordításán alapul.  Az eredeti cikk szerkesztőit annak laptörténete sorolja fel. Ez a jelzés csupán a megfogalmazás eredetét és a szerzői jogokat jelzi, nem szolgál a cikkben szereplő információk forrásmegjelöléseként.